# Vijay Mallya
Vijay Mallya (Calcutá, 18 de dezembro de 1955) é um empresário e milionário indiano.
É filho do industrial Vittal Mallya e presidente do conselho de administração da United Beverages Group. Fundou, em 2004, uma companhia aérea chamada Kingfisher Airlines. No final de 2007, começou com um novo negócio, a Fórmula 1, adquiriu a equipe Spyker, rebatizando-a com o nome de Force India.
Desde 2002, é também membro do parlamento indiano (Rajya Sabha).